# Hemiscorpius kashkayi
Espèce
Hemiscorpius kashkayi est une espèce de scorpions de la famille des Hemiscorpiidae.

## Distribution
Cette espèce est endémique de la province du Khouzistan en Iran. Elle se rencontre vers Andimechk, Omidiyeh et Masdjed Soliman.

## Description
Le mâle holotype mesure 40,00 mm et la femelle paratype 35 mm.

## Étymologie
Cette espèce est nommée en l'honneur des Kachkaï.

## Publication originale
- Karataş & Gharkheloo, 2013 : A new Hemiscorpius Peters, 1861 (Scorpiones: Hemiscorpiidae) from southwestern Iran. Turkish Journal of Zoology, vol. 37, p. 1-9 (texte intégral).